# Michaił Łoris-Mielikow
Michaił Tariełowicz Łoris-Mielikow (ur. 19 października?/31 października 1824 w Tyflisie, zm. 24 grudnia 1888 w Nicei) – rosyjski wojskowy i polityk pochodzenia ormiańskiego, minister spraw wewnętrznych Imperium Rosyjskiego w latach 1880–1881, generał kawalerii.

## Życiorys

### Generał-gubernator charkowski
5 kwietnia 1879 został mianowany tymczasowym generał-gubernatorem guberni charkowskiej. Swoją nominację zawdzięczał wyróżnieniu się w wojnie rosyjsko-tureckiej. Razem z nim stanowiska tymczasowym gubernatorów petersburskiego i odeskiego mianowano Josifa Hurkę i Eduarda Totlebena. Zadaniem nowo nominowanych urzędników było zwalczanie nielegalnego ruchu rewolucyjnego, toteż otrzymali oni szerokie prerogatywy: prawo aresztowania, kierowania przed sąd wojskowy i deportowania każdego podejrzanego oraz dowolnego zawieszania druku czasopism.
12 lutego 1880 nominowany na przewodniczącego Najwyższej Komisji Zarządzającej do Spraw Zachowania Ładu Państwowego. W ramach jej działalności wydał odezwę do narodu, apelując o przywrócenie porządku, co miało służyć dalszemu pokojowemu rozwojowi kraju. Ujednolicono również kompetencje generał-gubernatorów i ustalono sposób ich współpracy z Komisją. Już po ośmiu dniach od podjęcia pracy przewodniczącego Komisji Łoris-Mielikow został na ulicy zaatakowany przez Ippolita Młodieckiego.

### Minister spraw wewnętrznych
W sierpniu 1880 mianowany ministrem spraw wewnętrznych. Jego nominacja nastąpiła po próbie wysadzenia Pałacu Zimowego przez Stiepana Chałturina, działacza Narodnej Woli. Na naradzie z udziałem cara Aleksandra II, w czasie której omawiano ewentualną zmianę kursu politycznego w związku z kolejnym zamachem, Łoris-Mielikow przedstawił najbardziej spójny plan. Jak pisze Bazylow:

proponował skupienie całej władzy w rękach jednego człowieka, który by ciesząc się absolutnym zaufaniem monarchy umiał jednocześnie kultywować zasady silnej ręki i nieodzowne w danej chwili zasady pewnego liberalizmu

Aleksander II natychmiast zdecydował o powierzeniu mu stanowiska ministra spraw wewnętrznych, jak również powierzeniu kilku innych tek ministerialnych liberałom. Okres sprawowania przez niego tegoż urzędu określany jest w literaturze mianem "dyktatury serca", zaś polityka Łorisa-Mielikowa – "polityką wilczej paszczy i lisiego ogona".
W okresie urzędowania Łorisa-Mielikowa doszło do liberalizacji polityki wewnętrznej: ograniczono budżet tajnej policji, zredukowano liczbę skazywanych na deportację, ożywił się ruch ziemski, III Oddział Kancelarii Osobistej Jego Cesarskiej Mości zmieniono w departament policji państwowej. Na przełomie lat 1880/1881 minister, wobec powodzenia wcześniejszych działań, przystąpił do wdrażania dalej idących projektów politycznych. Najważniejszy z nich zakładał włączenie przedstawicieli społeczeństwa (częściowo wskazanych przez cara, częściowo zaś wytypowanych w wyborach) w dyskusji nt. reform finansów państwa i reformy administracyjnej. Wymienieni przedstawiciele – urzędnicy carscy oraz delegaci miast i ziemstw – mieli utworzyć Komisję Ogólną, zaś 10-15 najwybitniejszych wejść do Rady Państwa. Kolejnym krokiem miało być przekonanie Aleksandra II do wprowadzenia w Rosji konstytucji. Nie zamierzał przy tym zrezygnować ze zwalczania podziemnych organizacji rewolucyjnych.
1 marca 1881 projekty utworzenia Komisji Ogólnej za godne rozważenia uznał Aleksander II, jednak jeszcze tego samego dnia padł ofiarą zamachu Narodnej Woli. Łoris-Mielikow miał nadzieję, że politykę zamordowanego cara będzie kontynuował jego syn, jednak Aleksander III całkowicie zmienił kurs. Polityka Łorisa-Mielikowa (podał się do dymisji 29 kwietnia 1881) została zarzucona na rzecz konserwatyzmu, którego głównym teoretykiem był Konstantin Pobiedonoscew.